# Conselho de guerra

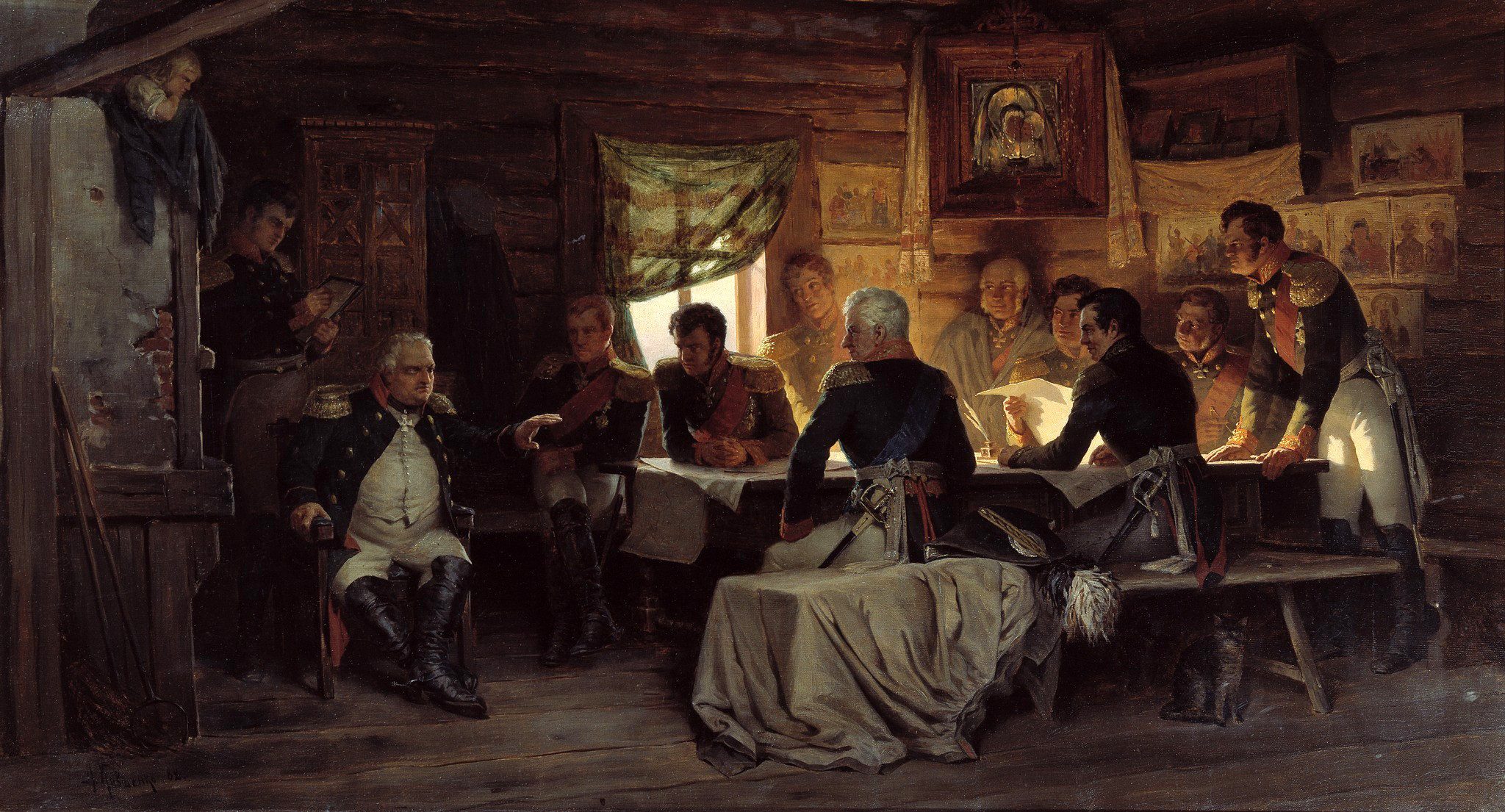
Conselho de guerra que decidiu abandonar Moscovo às tropas de Napoleão

Conselho de guerra é uma reunião de procedimento judicial militar de carácter sumário ou sumaríssimo no qual é decidida de forma rápida a comissão de um delito tipificado no Código de Justiça Militar que, pela situação de guerra ou outra análoga (estado de emergência, estado de sítio ou estado de prevenção), não permite esperar pela justiça militar ordinária.
É também o nome dado a conselhos que decidem sobre o decurso de uma acção ofensiva, defensiva, ou qualquer outra, habitualmente no decorrer de uma batalha.
É presidido por um general e formado por mais militares de alta patente, com a assistência ocasional de um jurista. Em situações de guerra constatam-se os acontecimentos que levaram à convocação da reunião, permite-se uma defesa sucinta do acusado ou acusados e a pena impõe-se e executa-se com carácter imediato. Carece, de forma geral, das garantias constitucionais próprias do Estado de direito.